# Лес Пол
Лестър Уилям Полсфус (на английски: Lester William Polsfuss), повече известен като Лес Пол (Les Paul), роден на 9 юни 1915 г., починал на 12 август 2009 г., е американски музикант (познат главно като джаз китарист виртуоз, композитор) и изобретател.

## Музикант
Експериментира с разни техники на свирене и звукови ефекти (напр. оувърдъб, ехо, дилей) и многопистово записващо устройство. Отличава се от съвременниците си с енергичния си и иновативен стил на свирене, който в дует със съпругата му Мери Форд му носи голям комерсиален успех, печели признание и вдъхновява много съвременни китаристи.
Носител е на 3 награди „Грами“ – първата през 1976 и другите през 2006 г. Той е сред малкото артисти с постоянна изложба в Залата на славата на рокендрола.

## Конструктор
Известен е с пионерската си работа по разработването на електрическата китара със солидно тяло, която прави звука на рокендрола „възможен“.
От него е създаден и носи неговото име китарата Gibson Les Paul – сред най-известните модели на китарите „Гибсън“ (Gibson), на която свирят музиканти като Ерик Клептън, Пол Макартни, Джими Пейдж, Джо Пери, Гари Мур, Кърк Хамет, Джеймс Хетфийлд и Слаш.